# Exarcado patriarcal de Damasco
El exarcado patriarcal de Damasco (Damascenus y en armenio: Դամասկոսի թեմ) es una circunscripción eclesiástica de la Iglesia católica en Siria. Se trata de un exarcado patriarcal armenio, inmediatamente sujeto al patriarca de Cilicia de los armenios. Desde diciembre de 2023 su exarca patriarcal es el obispo Kévork Assadourian, del Instituto del Clero Patriarcal de Bzommar.

## Territorio y organización
El exarcado patriarcal extiende su jurisdicción sobre los fieles católicos de rito armenio residentes en un territorio que coincide aproximadamente con las gobernaciones de As-Suwayda, Quneitra, Campiña de Damasco, Damasco y Daraa. El exarcado patriarcal está dentro del territorio propio del patriarcado de Cilicia de los armenios.
La sede del exarcado patriarcal se encuentra en el barrio de Bab Touma en la ciudad de Damasco, en donde se halla la Catedral de Santa María Reina del Universo, que existe desde 1778.
En 2022 en el exarcado patriarcal existía solo una parroquia, la catedral.

## Historia
En 1749 el primer patriarca de Cilicia, ese año Abraham Pedro I Ardzivian ordenó un obispo titular para Damasco llamado Boghos, quien participó en el sínodo del 14 de octubre de 1749 en el monasterio de Kreim en el Líbano, que eligió al segundo patriarca, Jacobo Pedro II Hovsepian. Hasta 1830 la jerarquía armenia católica estuvo refugiada en el Líbano entre los maronitas, ya que las autoridades otomanas prohibían su existencia.
Durante el período del Imperio otomano, en 1763, cuando el patriarca de la Iglesia católica armenia era Miguel Pedro III Kasparian, se fundó la comunidad católica armenia de Damasco. Este patriarca consagró como obispo titular de Damasco a Pablo Cobbe. El primer sacerdote fue Hovsep Tokatlyan de 1778 hasta 1782. En 1863 se consagró la antigua iglesia.
A partir de 1946 el párroco de Damasco fue llamado sustituto patriarcal. La parroquia tuvo al frente un obispo a partir de Boghos Kousan, de 1969 a 1983. Le sucedió el obispo Kevork Tayroyan desde 1983.  
El exarcado patriarcal de Damasco fue erigido el 6 de noviembre de 1984, quedando a su frente Kevork Tayroyan.

## Estadísticas
Según el Anuario Pontificio 2023 el exarcado patriarcal tenía a fines de 2022 un total de 4500 fieles bautizados.
| Año                                                                             | Población            | Población | Población      | Sacerdotes | Sacerdotes    | Sacerdotes    | Bautizados por sacerdote | Diáconos permanentes | Religiosos | Religiosos | Parroquias |
| Año                                                                             | Bautizados católicos | Total     | % de católicos | Total      | Clero secular | Clero regular | Bautizados por sacerdote | Diáconos permanentes | Varones    | Mujeres    | Parroquias |
| ------------------------------------------------------------------------------- | -------------------- | --------- | -------------- | ---------- | ------------- | ------------- | ------------------------ | -------------------- | ---------- | ---------- | ---------- |
| 1998                                                                            | 4000                 |           |                | 1          | 1             |               | 4000                     |                      |            | 2          | 1          |
| 2005                                                                            | 4500                 |           |                | 1          |               | 1             | 4500                     |                      | 1          | 3          | 1          |
| 2010                                                                            | 4500                 |           |                | 1          |               | 1             | 4500                     |                      | 1          | 2          | 1          |
| 2011                                                                            | 4500                 |           |                | 1          |               | 1             | 4500                     |                      | 1          | 2          | 1          |
| 2012                                                                            | 4500                 |           |                | 1          |               | 1             | 4500                     |                      | 1          | 2          | 1          |
| 2014                                                                            | 4500                 |           |                | 1          |               | 1             | 4500                     |                      | 1          | 2          | 1          |
| 2015                                                                            | 4500                 |           |                | 1          |               | 1             | 4500                     |                      | 1          | 3          | 1          |
| 2018                                                                            | 4500                 |           |                | 1          |               | 1             | 4500                     |                      | 1          | 2          | 1          |
| 2020                                                                            | 4500                 |           |                | 1          |               | 1             | 4500                     |                      | 3          |            | 1          |
| 2022                                                                            | 4500                 |           |                | 1          |               | 1             | 4500                     |                      | 1          |            | 1          |
| Fuente: Catholic-Hierarchy, que a su vez toma los datos del Anuario Pontificio. |                      |           |                |            |               |               |                          |                      |            |            |            |

## Episcopologio

### Sustitutos patriarcales
- P. Kerovpe Kadean † (1946-1957)
- P. Yetvart Kortikian † (1957-1966)
- P. Hovsep Dbs † (1966-1969)
- Boghos Kousan † (1969-1983)
- Kevork Tayroyan (1983-1984)

### Exarcas patriarcales
- Kevork Tayroyan (1984-1997 retirado)
- Joseph Arnaouti, I.C.P.B. (1997-diciembre de 2023 renunció)
- Kévork Assadourian, I.C.P.B., desde diciembre de 2023[nota 2]